# 水田紀久
水田 紀久（みずた のりひさ、1926年 - 2016年12月21日）は、日本の国文学者。関西大学名誉教授。主に日本近世学芸を専攻する。
幼少から大阪在住。大谷大学文学部卒。1978年「近世後期大阪学芸研究」で関西大学より文学博士の学位を取得。金蘭短期大学教授、関西大学教授、97年定年、名誉教授、大谷大学講師。

## 著書
- 『日本篆刻史論考』青裳堂書店、1985年
- 『近世浪華学芸史談』中尾松泉堂書店、1986年
- 『近世日本漢文学史論考』汲古書院、1987年
- 『近世漢学　書誌と書評』桜楓社、1988年
- 『葛子琴　中島棕隠 江戸詩人選集第6巻』岩波書店、1993年
- 『郷友集　近世浪華学芸談』近代文芸社、1996年
- 『水の中央に在り　木村蒹葭堂研究』岩波書店、2002年

## 共著・共編
- 『日本古典文学大系97　近世思想家文集』岩波書店、1966

富永仲基「翁の文」、石浜純太郎・大庭脩と校注
- 『蒹葭堂日記 翻刻編』蒹葭堂日記刊行会、中尾松泉堂書店、1972
- 『日本思想大系43　富永仲基「出定後語」 山片蟠桃』岩波書店、1973。後者は「夢ノ代」有坂隆道校注
- 『若竹集 創業期出版記録』編、佐々木竹苞楼書店「竹苞叢書」、1975
- 『富永仲基研究』梅谷文夫共著、和泉書院、1984
- 『日本書学大系 法書篇 第35巻　本阿弥光悦』 黒田賢一共編著、同朋舎出版、1989
- 『新日本古典文学大系 66　菅茶山 頼山陽詩集』岩波書店、1996 - 山陽は頼惟勤・直井文子が担当
- 『新日本古典文学大系 64　蘐園録稿　如亭山人遺稿　梅敦詩鈔』日野龍夫・揖斐高と校注、岩波書店、1997
- 『新日本古典文学大系 99　仁斎日札　たはれ草　不尽言　無可有郷』植谷元・日野龍夫と校注、岩波書店、2000 - 他に菅茶山「筆のすさび」
- 木村蒹葭堂編『諸国庶物志』 中尾松泉堂書店、2001
- 『完本 蒹葭堂日記』 野口隆・有坂道子共編、藝華書院　2009。木村蒹葭堂全集 別巻